# Myrsinus modestus
Myrsinus modestus là một loài bọ cánh cứng trong họ Cerambycidae.